# Calystegia subacaulis
Calystegia subacaulis är en vindeväxtart som beskrevs av William Jackson Hooker och George Arnott Walker Arnott. Calystegia subacaulis ingår i släktet snårvindor, och familjen vindeväxter.

## Underarter
Arten delas in i följande underarter:
- C. s. episcopalis
- C. s. subacaulis